# یواس‌اس اموناساک (ای‌اوجی-۲۳)
یواس‌اس اموناساک (ای‌اوجی-۲۳) (به انگلیسی: USS Ammonusuc (AOG-23)) یک کشتی بود که طول آن ۲۲۰ فوت ۶ اینچ (۶۷٫۲۱ متر) بود. این کشتی در سال ۱۹۴۴ ساخته شد.